# PFC Cherno More Varna
El Profesionalen futbolen klub Cherno More Varna (en búlgaro: ПФК Черно Море Варна; en español: Club de Fútbol Profesional Cherno More de Varna) o, sencillamente, Cherno More (en búlgaro: ФК Черно Море) es un club de fútbol profesional búlgaro de la ciudad de Varna que en la actualidad juega en la primera división del fútbol búlgaro, el Grupo A. Se fundó en 1913 con el nombre SK Ticha y ha pasado la mayor parte de su existencia en el máximo nivel del fútbol búlgaro.
«Cherno More» es el nombre del Mar Negro en búlgaro y, por ello, se les conoce como «los marineros». El estadio de fútbol de Cherno More es el estadio Ticha, con asientos para 8250 espectadores. Hasta la fecha, el club ha ganado el campeonato cuatro veces y una vez la copa búlgara.

## Historia

### Primeros años (1909-1945)
El 3 de marzo de 1913 se creó en el primer Instituto para chicos de Varna la Asociación Deportiva Galata. Algo más tarde ese mismo año, Karel Škorpil, uno de los miembros fundadores y profesor del Instituto, sugirió el cambio de nombre a Reka Ticha, usando el antiguo nombre del río Kamchiya. El 24 de mayo de 1914, el Club Deportivo Sportist (fundado por Stefan Tonchev y un grupo de muchachos en 1909) se unió a él. Muchos de los seguidores del Cherno More de hoy en día consideran que el año de fundación oficialmente reconocido (1913) es incorrecto desde el punto de vista histórico, puesto que consideran que SK Sportist (1909) es el miembro fundador original del Cherno More. El fútbol era el deporte principal entre las diversas actividades deportivas que se practicaban en Reka Ticha. El primer partido amistoso internacional registrado en la historia del fútbol búlgaro se jugó en 1915, entre el Reka Ticha y el 21.º Regimiento de Pomerania, de Prusia, que terminó en un empate a cuatro (4-4). En 1919, Ticha jugó distintos partidos contra equipos de Sofía, que fueron un éxito completo: victorias por 3-0 y 1-0 contra el Slavia (en Varna y Sofía, respectivamente), y una victoria 4-1 contra el Levski (en Varna). El partido de vuelta del Levski frente al Ticha en Sofía no se celebró. El crecimiento del fútbol búlgaro exigía el conocimiento de las normas, por lo que en 1919 Ticha publicó el primer libro de normas del fútbol búlgaro, Fútbol: normas y amonestaciones, escrito por Stefan Tonchev,.

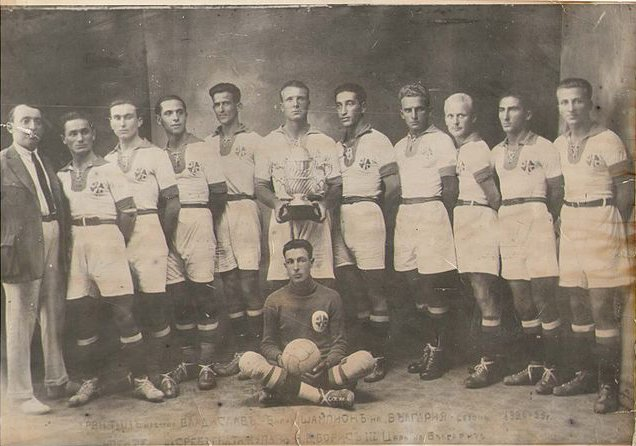
El equipo de Vladislav, año 1925. El primer campeón de Bulgaria. Vladislav fue uno de los predecesores de Cherno More.

El 21 de enero de 1919, Reka Ticha cambió su nombre a Club Deportivo Ticha (SK Ticha) y se escogieron el rojo y el blanco como sus colores. Ese mismo año, el famoso músico búlgaro Nikola Nitsov escribió el himno oficial del club.
En 1921, el Club Deportivo Granit abandonó la pertenencia del colectivo con el SK Ticha debido a desacuerdos económicos y pasó a ser el SC Vladislav, en honor al rey polaco Vladislao de Varna. Su emblema era el trébol de cuatro hojas y sus colores oficiales, que continúan en la actualidad en su sucesor, el Cherno More, eran el verde y el blanco. SC Vladislav fue el primer equipo en hacerse con la Copa del Zar en 1925, lo que le convirtió en los primeros campeones del reino de Bulgaria. El capitán, Egon Terzetta, es el ídolo de los seguidores del Cherno More, ya que fue el que consiguió los puntos en el partido de la final y logró que el equipo verdiblanco se hiciera con la Copa. Más tarde, en 1945, volvieron a reunirse con el SK Ticha en una fusión y el club pasó a ser Ticha-Vladislav 45.
En 1925, el SK Ticha ganó la Copa de Bucarest, después de dos victorias seguidas contra el Tricolor (que se convertiría más tarde en el UnireaTricolor) y el Sportul Sudenesc, ambos de la capital rumana, Bucarest. Este se convirtió en el primer trofeo de fútbol internacional ganado por un club de fútbol búlgaro, por lo que el SK Ticha pasó a ser el club más popular en Varna en ese momento.
En 1935 y 1936, el SK Ticha terminó como finalista en la ronda de eliminación del Campeonato nacional. En 1938, el club llegó a ser campeón búlgaro, al ganar la primera edición de la Liga Nacional Unidade Fútbol. Los componentes del equipo ganador del Campeonato eran: Ivan Sarajdarov, Onik Haripyan, Garabed Garabedov, Georgi Gochev, Atanas Kovachev, Georgi Radev, Willy Petkov, Panayot Rozov, Milyu Parushev, Iliya Donchev y Dobry Bajtchev.
Varios jugadores del SK Ticha y del SC Vladislav fueron incluidos en la selección nacional,. Boyan Byanov, del SK Ticha, fue capitán de la selección nacional en su primer partido contra Austria, en Viena, que se jugó el 21 de mayo de 1924. Ese mismo año también participó en el equipo que jugó en las Olimpíadas de París.

### Era comunista (1945-89)
Con el establecimiento del gobierno comunista en Bulgaria después de la Segunda Guerra Mundial, tuvieron lugar cambios importantes que afectaron, sin excepción, a todos los clubes importantes. Fue un momento de fusiones, divisiones, cambios de nombre y, en ocasiones, cierre de clubes, todo ello en aras de responder a la nueva visión del nuevo gobierno comunista. El 18 de febrero de 1945, el SK Ticha y el SC Vladislav se fusionaron con todos los activos de los que disponían y el nombre del club pasó a ser Ticha-Vladislav. Un problema importante en relación con la fusión de estos dos equipos y las reclamaciones de los seguidores del Cherno More que derivan de ellos, es que no se realizó como resultado de ninguna bancarrota, problema de solvencia, deudas ni otro problema, sino que fue el resultado de una decisión por parte de un partido político que disponía de poder absoluto e incontrolado que sencillamente decidió que había demasiados clubes en la ciudad de Varna y que debía reducirse el número.
En 1947, el SK Primoretz se unió al nuevo club, que entonces adoptó el nombre TVP 45.
En 1948–49, con el nombre Botev, el club participó en el máximo nivel de la primera liga de la posguerra, que se conoció con el nombre de Liga Profesional A de Bulgaria o A RFG (en búlgaro: «А» Професионална футболна група). Botev Varna acabó 6.º en un grupo de diez equipos y el delantero centro Nedko Nedev fue el máximo goleador de la competición, con 12 goles. La temporada siguiente continuó la reorganización, de conformidad con los principios soviéticos. El nombre de la ciudad de Varna se cambió a Stalin en honor del dictador soviético y se mantuvo así hasta 1956. Se aplicó un sistema departamental que colocó a la mayoría de los clubes bajo dos departamentos importantes: el Ministerio de Defensa y el Ministerio del Interior. Botev Stalin pasó a estar bajo órdenes militares y se le ordenó jugar en la Tercera División (grupo «V») para dejar espacio al recién formado Club Central del Ejército (CDNV, más tarde, CSKA) de Sofía, que comenzó directamente en la categoría «A» RFG inmediatamente después de su fundación. Aunque descendió de categoría por decreto, el equipo de Botev Stalin conservó a la mayoría de sus jugadores y, con el liderazgo del entrenador Ivan Mokanov, ascendió de vuelta a la categoría «A» RFG en dos temporadas sucesivas, con el nombre VMS (abreviatura de la Marina búlgara).
En 1953, VMS Stalin terminó tercero en la competición por detrás de dos importantes clubes de Sofía. La temporada más triste en la historia del club es la de 1955: comenzó con cinco victorias consecutivas, todas ellas contra equipos de Sofía, pero las esperanzas de los aficionados que ya soñaban con el título quedaron fulminadas cuando consiguieron únicamente un punto en los siguientes 10 partidos. El equipo bajó al final de la temporada para volver a ascender al año siguiente con su nombre anterior, Botev Varna.
En 1959, un pequeño equipo de la categoría «B» de RFG llamado Cherno More, que resultó de la fusión de otros dos equipos de Varna (Lokomotiv y Korabostroitel) un año anterior, se unieron a Botev y, a partir de este momento y hasta la actualidad, el club se conoce como Cherno More. El club se mantuvo en la categoría «A» RFG sin interrupción hasta 1976, aunque sin alcanzar ningún logro significativo. Bajo el control del Ministerio de Defensa, con los años diversos jugadores de talento abandonaron el club para pasar al Club Central del Ejército (CSKA) sin que el Cherno More recibiera compensación adecuada. Uno de ellos, Bozhil Kolev, fue la estrella en defensa de la selección nacional en la final del Campeonato Mundial en Alemania oriental'74.
Cherno More tuvo sus momentos de gloria en un partido amistoso contra el Ajax que terminó con una victoria 3-1 el 8 de junio de 1966, con goles de Zdravko Mitev (2) y Stefan Bogomilov y en el que el joven de 19 años Johan Cruyff marcó el gol del Ajax. En agosto de 1966, el equipo de Varna visitó Inglaterra y jugó tres partidos. El más memorable fue la victoria 1-0 contra el Nottingham Forest en el City Ground. Nottingham puso en el campo un flanco fuerte con un equipo inicial formado por Peter Grummitt, Bob McKinlay, Alan Hinton, Henry Newton, Joe Baker, Terry Hennessey y Jeff Whitefoot. El partido quedó sentenciado con un tiro a distancia del defensor Dimitar Bosnov en la primera parte. El Nottingham Forest terminaría la temporada 1966-67 como finalista en la Primera División de la Liga de Fútbol. Los otros dos partidos terminaron en un empate a 1-1 contra el Coventry City después de que Stefan Yanev abriera el marcador y con una derrota 1-2 frente al Sheffield Wednesday F.C. Después de 16 años en la categoría superior, Cherno More bajó en 1976 y volvió a ascender la temporada siguiente. Estaba emergiendo una nueva generaci ón de jugadores y, a finales de los años 1970 y de los 1980, los defensas Todor Marev e Ivan Ivanov, los mediocampistas Todor Atanasov e Ivan Andreev y los delanteros Rafi Rafiev y Nikola Spasov dejaron muchos buenos recuerdos. En la temporada 1981-1982, el equipo terminó cuarto y, por consiguiente, se clasificó para la Intertoto. Cherno More ganó dos veces 2-0 en casa contra el Standard Liège y también a los daneses del Hvidovre IF, además de empatar 1-1 contra el Bayer 04 Leverkusen. En los partidos de vuelta, empataron en Dinamarca 1-1 y perdieron 1-3 y 0-3 contra el Liège y el Leverkusen, respectivamente. Más tarde, Cherno More bajó en dos ocasiones y jugó tres temporadas en la categoría B PFG. El equipo alcanzó la final de la Copa del Ejército Soviético y fueron finalistas en dos ocasiones, 1985 y 1988.

### La lucha durante los 1990
La caída del socialismo en Bulgaria en 1989 y el establecimiento de la democracia trajeron consigo nuevos retos para los clubes de fútbol búlgaros. La transición de ser organizaciones respaldadas por el Estado a entidades de propiedad privada vio cómo desaparecían por completo muchos clubes de fútbol tradicionales, mientras que otros se vieron obligados a declararse en bancarrota, para volver a continuación tras obtener licencias de clubes más pequeños. Cherno More evitó los cambios administrativos y mantuvo su nombre e historia, pero pasó 8 de 9 temporadas de la década en la segunda categoría de la liga. Relegado durante los años 1990 y enfrentándose a inmensas dificultades económicas, en un momento durante la temporada 1998-1999 el club estuvo a punto de quedar relegado a la 3.ª división del fútbol búlgaro. A pesar de estar en la categoría B PFG, Cherno More vendió a su mejor jugador y producto propio Ilian Iliev al Levski Sofia por un récord búlgaro en aquel momento, 2 millones de leva (60 000 de libras esterlinas) en 1991. La situación comenzó a mejorar en 1998 con el nuevo presidente Krasen Kralev, quien transformó el club en una sociedad anónima.

### El nuevo milenio
Al inicio del nuevo milenio, el club se estableció en la división superior del país. Los Marineros pasaron la mayoría de los años 1990 en la segunda división búlgara antes de hacerse con el ascenso al final de la temporada 1999-2000 tras seis temporadas consecutivas en el grupo B. Cherno More se salvó del descenso por muy poco en algunas ocasiones en sus primeras dos temporadas en el Grupo A y más tarde pasó a ser un habitual en la mitad superior de la liga. En 2002, Kralev convenció al empresario Ilia Pavlov, que tenía diversas ideas acerca de la mejora del club para convertirlo en uno de los líderes del fútbol búlgaro, para que comprara el club. Pavlov nombró al joven entrenador Velislav Vutzov y contrató a gran número de jugadores con experiencia, como el portero de la selección nacional Zdravko Zdravkov o los defensas Adalbert Zafirov y Georgi Gintchev; también se incorporaron al equipo de Varna algunos jugadores extranjeros, como Lúcio Wagner, Darko Spalević y el internacional maltés Daniel Bogdanović. Los resultados no se hicieron esperar: se obtuvieron victorias contra los campeones CSKA en Sofía y contra el Litex en Lovech que sirvieron para que el equipo ascendiera en la clasificación. Sin embargo, la historia de éxito terminó de forma súbita con el asesinato de Ilia Pavlov el 7 de marzo de 2003. A este le siguieron meses de incertidumbre que llegaron a amenazar la misma existencia del club hasta que el grupo empresarial TIM se hizo con el control en 2004.
En la temporada 2007-08, los Marineros terminaron en el 5.º puesto en el grupo A y se clasificaron para la última temporada de la copa de la UEFA debido a los problemas de licencia del CSKA Sofia. Liderado por el capitán, Alex, obtuvieron gran éxito en su actuación: derrotaron al UE Sant Julia de Andorra en la primera ronda clasificatoria (9-0 en total) y al Maccabi Netanya (de Israel) en la segunda ronda de clasificación (3-1 en total). Cherno More se enfrentó a continuación al VfB Stuttgart en la primera ronda y fueron eliminados después de una derrota 1-2 en casa y un sorprendente empate 2-2 en Stuttgart después de llevar la delantera 2-0 hasta el minuto 85 del juego. Durante esa misma temporada, el equipo terminó 3.º en el grupo A y se clasificó para la recién creada Liga Europa.
En la temporada 2009-10, Cherno More comenzó en la Liga Europa de la UEFA con una victoria sobre el Iskra-Stal de Moldavia en la segunda ronda de clasificación (4-0 en total) y debían jugar contra el PSV Eindhoven neerlandés en la tercera ronda de clasificación. El equipo de Varna quedó eliminado después de perder 0-1 en Eindhoven y de nuevo 0-1 en el estadio Lazur en Burgas.
Tras quedar terceros en 2008-09, el club no tuvo una temporada impresionante en el grupo A, pero tuvo una trayectoria con éxito en la Copa búlgara durante la temporada 2014-15. Los Marineros derrotaron al Sozopol, al Slavia Sofia, al Lokomotiv Gorna Oryahovitsa y al Lokomotiv Plovdiv en su camino a la final contra el Levski Sofia en el estadio Lazur en Burgas. A pesar de haberse quedado en diez hombres desde el minuto 39 del partido y de ir por debajo en el marcador (0-1), el equipo consiguió empatar en el tiempo añadido gracias a una volea de Bacari y se hizo con la Copa de la victoria después del asombroso gol de Mathias Coureur en el minuto 118, el primer trofeo del club después de la Segunda Guerra Mundial.

## Estadio

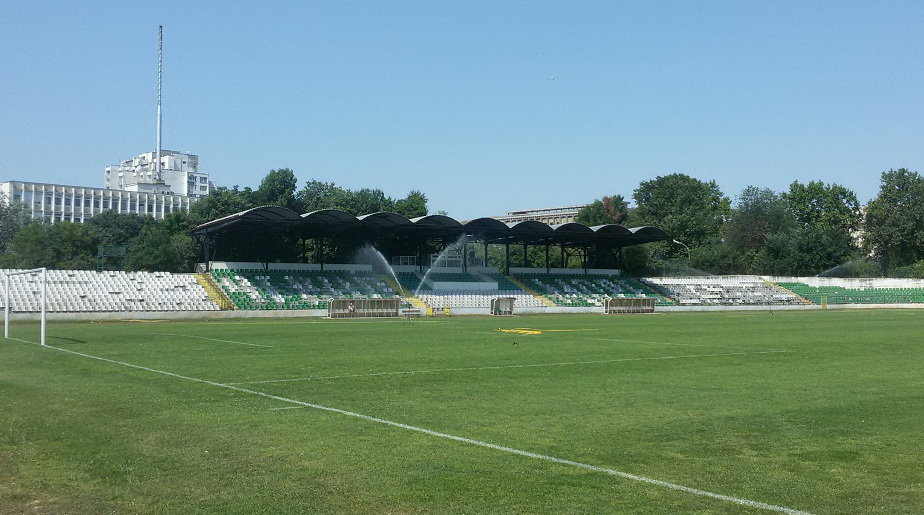
Estadio Ticha.

El estadio Ticha es un estadio plurivalente en Varna (Bulgaria). En la actualidad se usa para partidos de fútbol y es la sede del Cherno More. Está situado en la parte noreste de Varna. Construido en 1968, el estadio cuenta actualmente con capacidad para 8250 espectadores sentados, repartidos en dos plateas opuestas. La principal, en el sur, cuenta con techo y puede dar cabida a 4250 espectadores, mientras que la del norte tiene 4000 asientos. La grada norte suele ser la que utilizan los ultras del Cherno More y los aficionados del equipo contrario. El estadio actual se construyó con la ayuda de cientos de voluntarios y seguidores del club en el lugar del antiguo parque Reka Ticha.Se anunció oficialmente que el club se trasladará a un nuevo estadio,[9] que sustituirá al estadio Yuri Gagarin, actualmente en desuso, y al actual Ticha, que tendrá capacidad para 30 000 espectadores. El estadio, parte del Complejo Deportivo de Varna, contará con un aparcamiento subterráneo, cubiertas plegables, salas de oficinas, gradas con dos niveles y cuatro torres de 50 metros de altura que bloquearán la presión del terreno y darán forma de barco al estadio. Las cubiertas plegables se fabricarán con paneles transparentes, que permitirán que pase la luz de los cañones de luz al interior durante los partidos nocturnos. Tendrá clasificación de estadio Élite de la UEFA.

## Rivalidades
Su principal rivalidad es con sus vecinos del FC Spartak Varna en una rivalidad conocida como el Derby de Varna.

## Estadísticas y récords
Todor Marev ostenta el récord de participación del grupo A y en partidos de Cherno More en general: 422 partidos en 19 temporadas (de 1971 a 1990).
El máximo goleador de todos los tiempos del Cherno More es Stefan Bogomilov, quien marcó 161 goles para el club (entre 1962 y 1977). El segundo mejor goleador es Nikola Dimitrov, quien marcó 63 goles. Bogomilov también ostenta el récord del club de 4 tripletes. El jugador Miroslav Manolov ostenta el récord del club y del Grupo A por el gol más rápido: 6 segundos después de que el árbitro indicara el inicio del partido, contra el PFC Montana el 22 de marzo del 2012.
Las mayores victorias del Cherno More en el Grupo A fueron de 8-0 contra el Cherveno Zname Pavlikeni en 1955 y contra el Maritsa Plovdiv en 1968. La peor derrota del Cherno More, 1–8, fue contra el Lokomotiv Plovdiv en 2004. La victoria del club contra el UE Sant Julia, por 5-0, en 2008, fue la mayor victoria europea en la historia del club.

## Cronología de nombres
| Año(s)  | Nombre           |
| ------- | ---------------- |
| 1913    | Reka Ticha       |
| 1945–47 | T-Vladislav-45   |
| 1948–50 | Botev pri DNA    |
| 1950–55 | VMS              |
| 1956-57 | SCNA             |
| 1957-59 | ASC Botev        |
| 1959-69 | ASC Cherno More  |
| 1969-85 | FSVD Cherno More |
| 1985-   | Cherno More      |

## Palmarés

### Nacional
Liga Profesional de Bulgaria:
- Campeón (4):[16] 1925, 1926, 1934 (como Vladislav Varna),[17][18] 
 1938 (como Ticha Varna),[19][20]

Copa de Bulgaria:
- Campeón (1): 2015
- Subcampeón (2): 2006, 2008

Supercopa de Bulgaria:
- Campeón (1): 2015

### Internacional
Copa de Bucarest:
- Campeón (1): 1925 (como Ticha Varna)

## Participación en competiciones de la UEFA
| Temporada | Torneo                 | Ronda             | Club                | Casa | Visita | Global   |
| --------- | ---------------------- | ----------------- | ------------------- | ---- | ------ | -------- |
| 1982      | Copa Intertoto         | Grupo 1           | Standard Liège      | 2-0  | 1-3    | 3° lugar |
| 1982      | Copa Intertoto         | Grupo 1           | Bayer 04 Leverkusen | 1–1  | 0-3    | 3° lugar |
| 1982      | Copa Intertoto         | Grupo 1           | Hvidovre IF         | 2-0  | 1–1    | 3° lugar |
| 2007      | UEFA Intertoto Cup     | 2                 | Makedonija GP       | 4–0  | 3–0    | 7–0      |
| 2007      | UEFA Intertoto Cup     | 3                 | Sampdoria           | 0–1  | 0–1    | 0–2      |
| 2008–09   | UEFA Cup               | 1ª Clasificatoria | UE Sant Julià       | 4–0  | 5–0    | 9–0      |
| 2008–09   | UEFA Cup               | 2ª Clasificatoria | Maccabi Netanya     | 2–0  | 1–1    | 3–1      |
| 2008–09   | UEFA Cup               | 1                 | VfB Stuttgart       | 1–2  | 2–2    | 3–4      |
| 2009–10   | UEFA Europa League     | 2ª Clasificatoria | Iskra-Stal          | 1–0  | 3–0    | 4–0      |
| 2009–10   | UEFA Europa League     | 3ª Clasificatoria | PSV                 | 0–1  | 0–1    | 0–2      |
| 2015–16   | UEFA Europa League     | 2ª Clasificatoria | Dinamo Minsk        | 1–1  | 0–4    | 1–5      |
| 2024–25   | UEFA Conference League | 2ª Clasificatoria | Hapoel Be'er Sheva  | 1−2  | 0−0    | 1−2      |
| 2025–26   | UEFA Conference League | 2ª Clasificatoria | İstanbul Başakşehir | 0−1  | 0−4    | 0−5      |